# Neptosternus wewalkai
Neptosternus wewalkai is een keversoort uit de familie waterroofkevers (Dytiscidae). De wetenschappelijke naam van de soort is voor het eerst geldig gepubliceerd in 1997 door Balke, Hendrich & C.M.Yang.